# Tribunal constitutionnel (Espagne)
Pour les articles homonymes, voir Tribunal constitutionnel.
Le Tribunal constitutionnel (en espagnol : Tribunal Constitucional) est une juridiction espagnole chargée de veiller au respect de la constitution de 1978.

## Composition

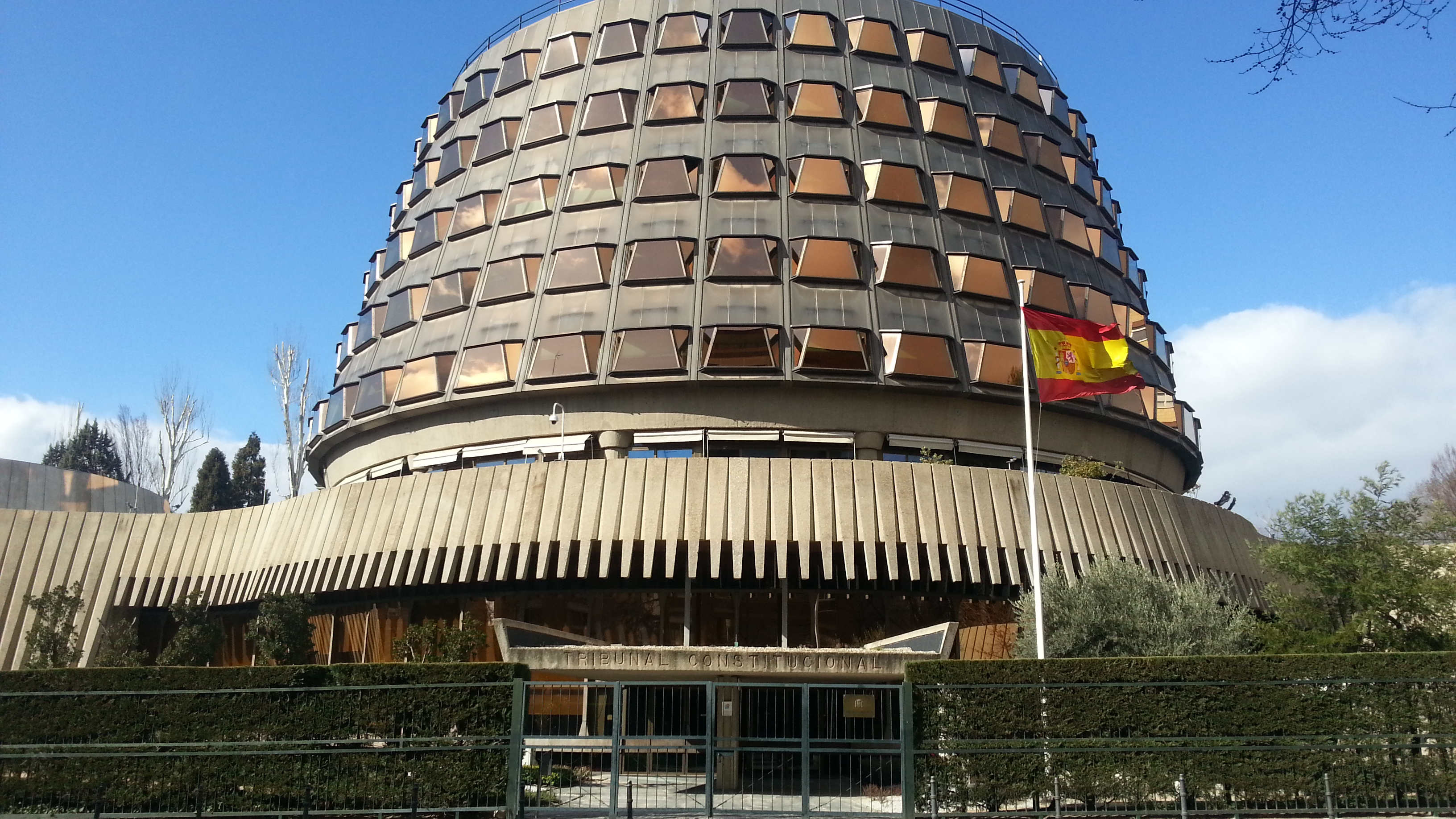
Bâtiment du Tribunal constitutionnel.

Il comprend douze membres, les juges au Tribunal constitutionnel, nommés par le roi pour un mandat de neuf ans non renouvelable. Quatre sont proposés par le Congrès des députés à la majorité des trois cinquièmes, quatre par le Sénat à la même majorité, deux par le gouvernement et deux par le Conseil général du pouvoir judiciaire.
Tous doivent être des juristes depuis plus de quinze ans.
Son président est nommé par le roi sur proposition du Tribunal pour trois ans.

## Liste des présidents
| Mandat     | Mandat     | Président                                    | Président |
| Début      | Fin        | Président                                    | Président |
| ---------- | ---------- | -------------------------------------------- | --------- |
| 12/07/1980 | 04/03/1986 | Manuel García-Pelayo Alonso                  |           |
| 04/03/1986 | 14/07/1992 | Francisco Tomás y Valiente                   |           |
| 14/07/1992 | 25/04/1995 | Miguel Rodríguez-Piñero y Bravo Ferrer       |           |
| 25/04/1995 | 17/12/1998 | Álvaro Rodríguez Bereijo                     |           |
| 22/12/1998 | 14/11/2001 | Pedro Cruz Villalón                          |           |
| 14/11/2001 | 09/06/2004 | Manuel Jiménez de Parga y Cabrera            |           |
| 15/06/2004 | 12/01/2011 | María Emilia Casas Bahamonde                 |           |
| 20/10/2011 | 19/06/2013 | Pascual Sala Sánchez                         |           |
| 19/06/2013 | 14/03/2017 | Francisco de Asís Pérez de los Cobos Orihuel |           |
| 22/03/2017 | 18/11/2021 | Juan José González Rivas                     |           |
| 23/11/2021 | 31/12/2022 | Pedro José González-Trevijano Sánchez        |           |
| 12/01/2023 |            | Cándido Conde-Pumpido Tourón                 |           |

## Liste des vice-présidents
| Mandat     | Mandat     | Vice-président               |
| Début      | Fin        | Vice-président               |
| ---------- | ---------- | ---------------------------- |
| 07/07/1980 | 22/02/1986 | Jerónimo Arozamena Sierra    |
| 06/03/1986 | 22/02/1989 | Gloria Begué Cantón          |
| 07/03/1989 | 06/07/1992 | Francisco Rubio Llorente     |
| 17/07/1992 | 08/04/1995 | Luis López Guerra            |
| 24/04/1995 | 17/12/1998 | José Gabaldón López          |
| 23/12/1998 | 07/11/2001 | Carles Viver Pi-Sunyer       |
| 14/11/2001 | 06/09/2004 | Tomás Salvador Vives Antón   |
| 16/06/2004 | 10/01/2011 | Guillermo Jiménez Sánchez    |
| 24/01/2011 | 21/07/2012 | Eugeni Gay Montalvo          |
| 25/07/2012 | 13/06/2013 | Ramón Rodríguez Arribas      |
| 20/06/2013 | 11/03/2017 | Adela Asúa Batarrita         |
| 23/03/2017 | 18/11/2021 | María Encarnación Roca Trías |
| 23/11/2021 | 31/12/2022 | Juan Antonio Xiol Ríos       |
| 12/01/2023 |            | Inmaculada Montalbán Huertas |

## Composition

### Actuelle (2022-2025)
| Magistrat                         | Mandat           | Mandat                                | Sensibilité   |
| Magistrat                         | Nomination       | Organe                                | Sensibilité   |
| --------------------------------- | ---------------- | ------------------------------------- | ------------- |
| Ricardo Enríquez Sancho           | 18 mars 2014     | Sénat                                 | Conservateur  |
| Cándido Conde-Pumpido Tourón      | 11 mars 2017     | Sénat                                 | Progressiste  |
| María Luisa Balaguer Callejón     | 11 mars 2017     | Sénat                                 | Progressiste  |
| José María Macías Castaño         | 30 juillet 2024  | Sénat                                 | Conservateur  |
| Juan Ramón Sáez Valcárcel         | 18 novembre 2021 | Congrès des députés                   | Progressiste  |
| Enrique Arnaldo Alcubilla         | 18 novembre 2021 | Congrès des députés                   | Conservateur  |
| Concepción Espejel Jorquera       | 18 novembre 2021 | Congrès des députés                   | Conservatrice |
| Inmaculada Montalbán Huertas      | 18 novembre 2021 | Congrès des députés                   | Progressiste  |
| Juan Carlos Campo Moreno          | 31 décembre 2022 | Gouvernement                          | Progressiste  |
| Laura Díez Bueso                  | 31 décembre 2022 | Gouvernement                          | Progressiste  |
| María Luisa Segoviano Astaburuaga | 31 décembre 2022 | Conseil général du pouvoir judiciaire | Progressiste  |
| César Tolosa Tribiño              | 31 décembre 2022 | Conseil général du pouvoir judiciaire | Conservateur  |

## Compétences
Le Tribunal constitutionnel est compétent pour statuer en ces cas : 
- les recours en inconstitutionnalité des actes ayant force de lois à la demande du président du gouvernement, de cinquante députés ou sénateurs, du Défenseur du peuple, des organes exécutifs des communautés autonomes ou des assemblées de ces communautés ;
- les recours en inconstitutionnalité des traités et engagements internationaux à la demande du président du gouvernement ou de cinquante députés ou sénateurs ;
- les recours en garantie des droits pour violation des droits et libertés fondamentales à la demande de toute personne physique ou morale, du Défenseur du peuple ou du ministère public ;
- les conflits de compétences entre l'État et les communautés autonomes et entre celles-ci.